# Тойфельсшлосс
Тойфельсшлосс (нем. Teufelsschloss, дат. Djævelens Slot, «За́мок дьявола») — гора в юго-восточной части Земли Андре (Восточная Гренландия).
Гора высотой 1303 метра над уровнем моря расположена на берегу залива Франц-Иосиф-фьорд, примерно в 100 километрах от его устья, напротив острова Имер, у юго-восточной границы Гренландского национального парка (единственного на острове). Имеет красноватый цвет со светлой полосой, проходящей по диагонали через склон. Имея склон примерно в 90°, для восхождения крайне сложна. Открывается взгляду путешественника сразу же после первого крутого изгиба Франц-Иосиф-фьорда.
Гора была названа Тойфельсшлосс («За́мок дьявола») Второй Немецкой полярной экспедицией (1869—1870).

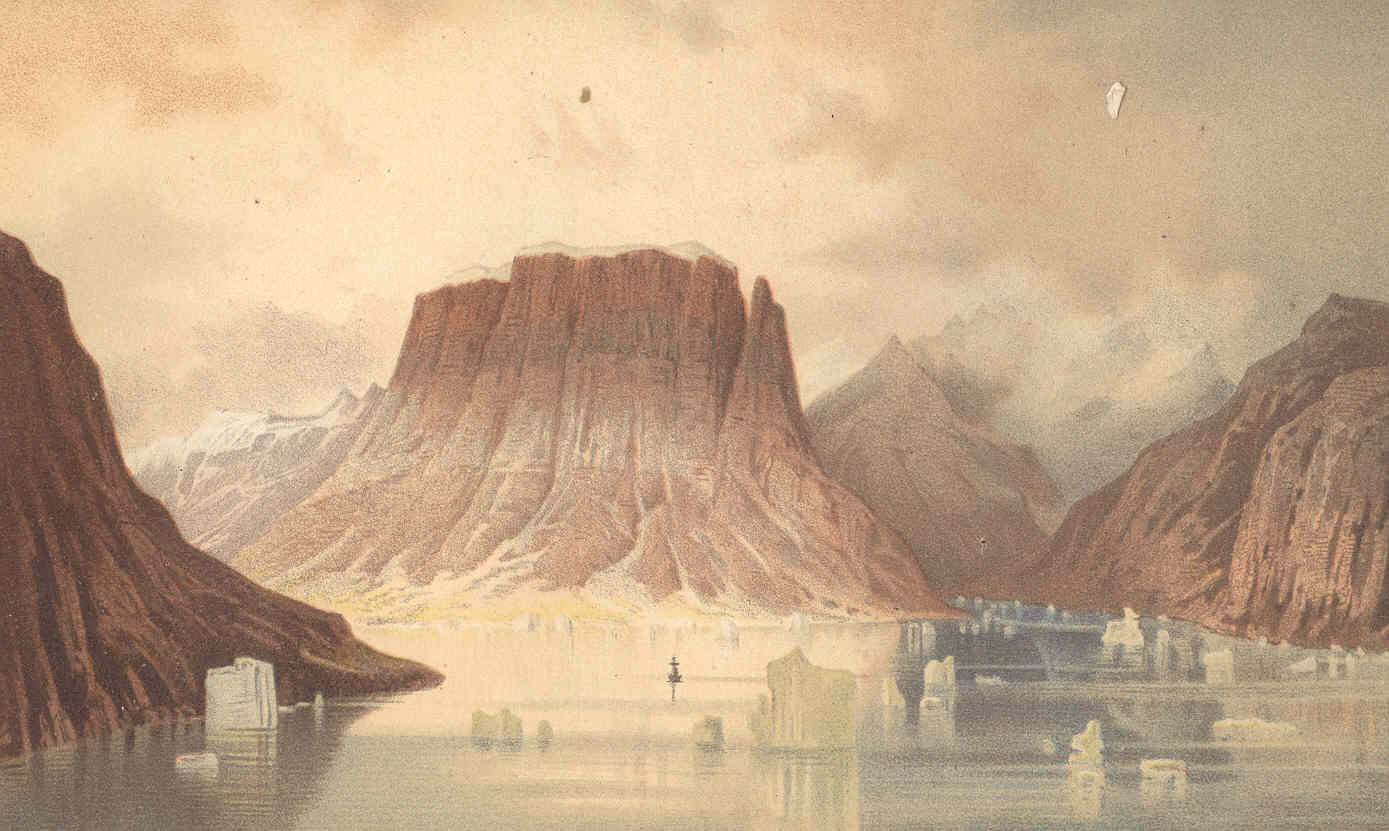
Рисунок (1874) Карла Кольдевея
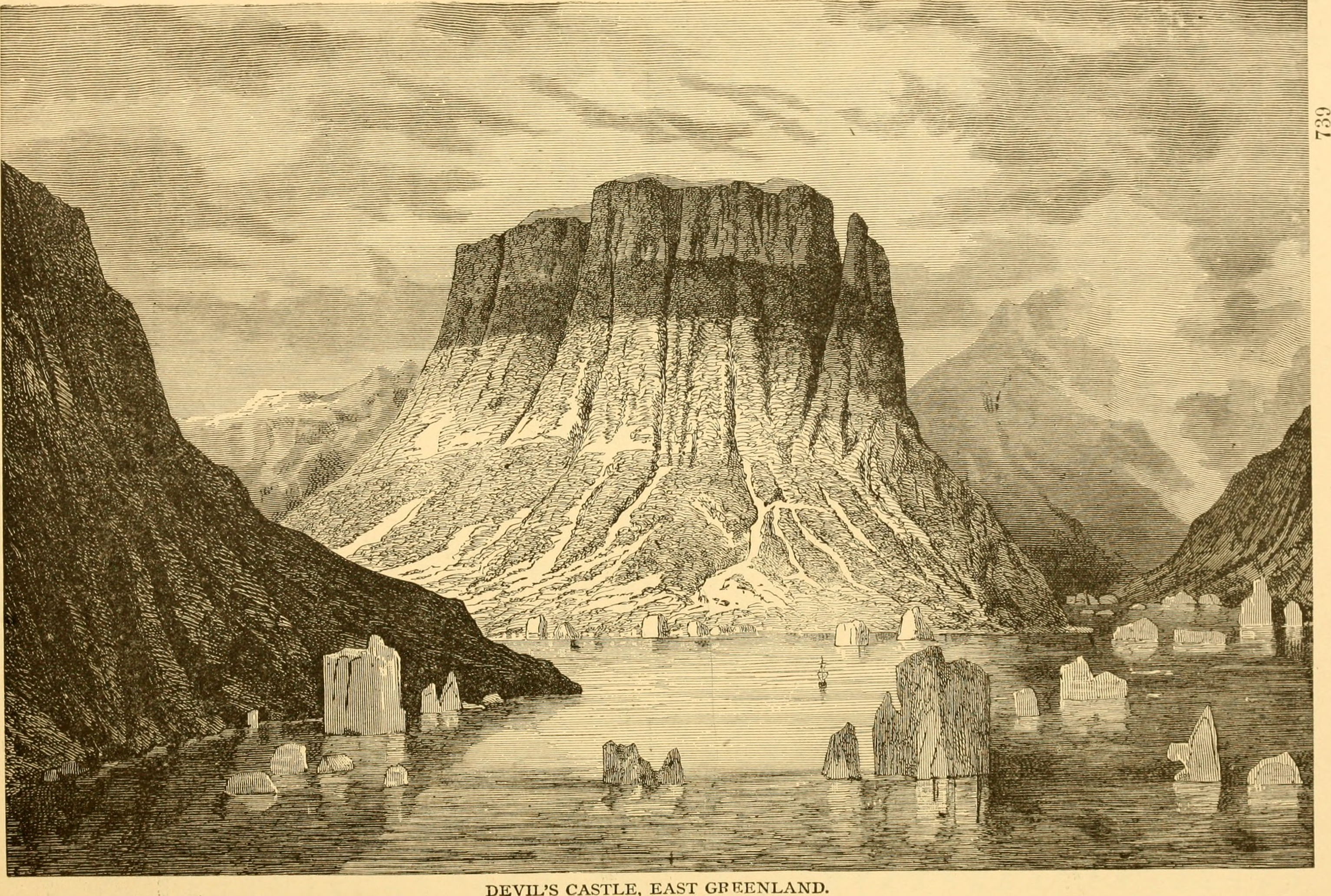
Рисунок из книги «Америка — энциклопедия её истории и биографии» (1882)
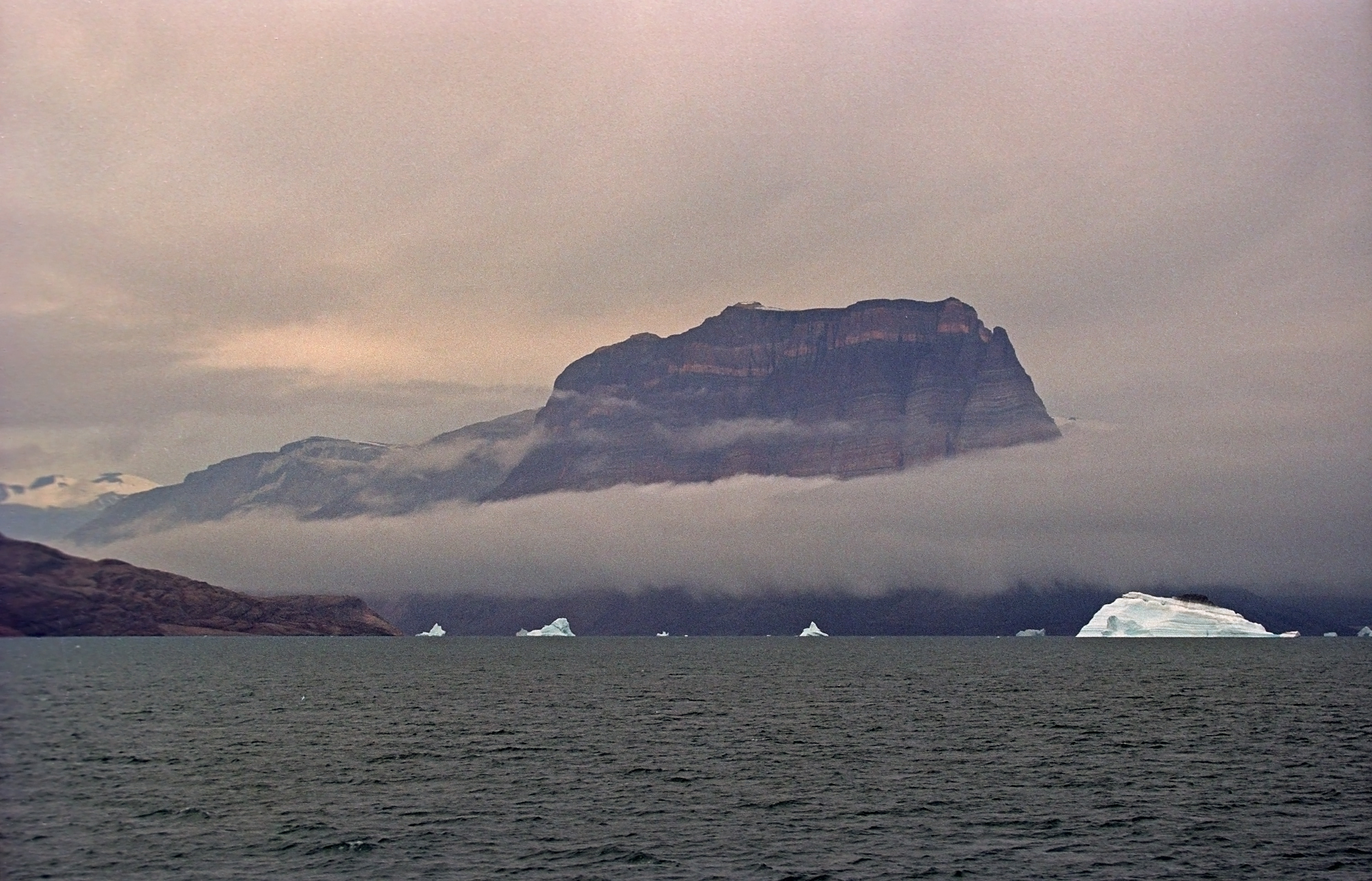
Фото 2003 года